# Dado Pršo
Miladin "Dado" Pršo (født 5. november 1974 i Zadar, Jugoslavien) er en tidligere kroatisk fodboldspiller, der spillede som angriber. Han var på klubplan tilknyttet blandt andet Hajduk Split i hjemlandet, franske AS Monaco og AC Ajaccio, samt Rangers F.C. i Skotland. Længst tid tilbragte han hos Monaco, hvor han spillede i otte sæsoner, og blandt andet var med til at nå finalen i Champions League i 2004.
Med Rangers vandt Pršo det skotske mesterskab og FA Cuppen i 2005.

## Landshold
Pršo spillede i årene mellem 2003 og 2006 32 kampe for Kroatiens landshold, hvori han scorede 13 mål. Han var en del af den kroatiske trup til EM i 2004 i Portugal og VM i 2006 i Tyskland.